# Giovanni Invernizzi (labdarúgó, 1931)
Giovanni Invernizzi (Albairate, 1931. augusztus 26. – Milánó, 2005. február 28.) válogatott olasz labdarúgó, középpályás, edző.

## Pályafutása

### Klubcsapatban
1949 és 1960 között az Internazionale labdarúgója volt, de háromszor is kölcsönben szerepelt: 1950–51-ben a Genoa, 1952–53-ban a Triestina, 1953–54-ben az Udinese csapatában. 1960–61-ben a Torino, 1961–62-ben a Venezia játékosa volt. 1962 és 1964 között a Como csapatában fejezte be az aktív játékot.

### A válogatottban
1958-ban egy alkalommal szerepelt az olasz válogatottban.

### Edzőként
Az Internazionale ifjúsági csapatainál kezdte az edzői pályafutását. 1970 és 1973 között az első csapat vezetőedzője volt. Az 1970–71-es idényben a hatodik fordulóban vette át a csapat irányítását Heriberto Herrerától és bajnok lett az együttessel. Az 1971–72-es idényben BEK-döntős volt a csapattal. 1973–74-ben a Taranto, 1974–75-ben a Brindisi, 1976-ban a Piacenza vezetőedzőjeként dolgozott.

## Sikerei, díjai

### Edzőként
Internazionale
- Olasz bajnokság (Serie A)
  - bajnok: 1970–71
- Bajnokcsapatok Európa-kupája (BEK)
  - döntős: 1971–72

## Statisztika

### Mérkőzése az olasz válogatottban
| Olaszország | Olaszország      | Olaszország           | Olaszország    | Olaszország | Olaszország | Olaszország  | Olaszország | Olaszország |
| #           | Dátum            | Helyszín              | Hazai          | Eredmény    | Vendég      | Kiírás       | Gólok       | Esemény     |
| ----------- | ---------------- | --------------------- | -------------- | ----------- | ----------- | ------------ | ----------- | ----------- |
| 1.          | 1958. január 15. | Belfast, Windsor Park | Észak-Írország | 2 – 1       | Olaszország | vb-selejtező | -           |             |
|             | Összesen         |                       |                | 1           | mérkőzés    |              | 0           | gól         |